# 金希澈
金希澈（羅馬化：Kim Hee-chul，1983年7月10日—），韓國男歌手、演員及主持人，為韓國男子團體Super Junior及子團Super Junior-T成員，在隊內擔任副唱及副饒舌。

## 早年生活及教育
金希澈出生於江原道橫城郡隅川面，為家中幼子，有1名姐姐，父親在他中學時期曾是酒類百貨店店長。1996年，完成小學教育，畢業於首爾信友初等學校。1999年，完成初中教育，畢業於原州市的眞光中學校。2002年，完成高中教育，畢業於原州工業高等學校的電子科。
學生時代，金希澈曾在游泳池、電視機製造廠、烤肉店及酒吧等地方打工。2002年某天，在家中看到PSY 3輯《Champion》的表演後，萌生了嘗試做藝人的想法。19歲時，以“求職心態”第一次來到首爾參加了“名字字母最少”的SM娛樂公司的週六公開選秀，到了首爾江南區又因為迷路選秀遲到半小時，但評委因金希澈的長相出眾破例給了他一個面試機會。由於當時金希澈着迷於搖滾音樂，第一首表演的歌曲是Skid Row的Youth Gone Wild，後因歌曲太激烈，評委讓他演唱國歌，最終合格並進入SM娛樂做練習生，練習時間為3年。練習生時期曾因不想被公司安排而離開首爾回到江原道，後經允浩和金政模勸誡又回到SM繼續練習。
進行演藝工作同時，他考入韓國尚志嶺西大學，修讀觀光英語翻譯系的專門學士學位。大二以交換生身份入讀韓國尚志大學，修讀計算機數據信息學系，於2006年畢業並取得學士學位，畢業後曾受邀回到母校演講。2011年在青雲大學情報產業研究所放送音樂學系畢業，取得碩士研究生學位。

## 演藝經歷

### 練習生時期
希澈於2002年參加唱片公司SM Entertainment所舉辦的Starlight Casting System被發掘並簽約成為SM的藝人練習生，第一次參加選拔即獲成功，但因不適應首爾生活，加上年少氣盛，練習生生涯曾一度中斷。

### 2005年：以演員及Super Junior出道
2005年3月6日，金希澈首次亮相荧幕，出演KBS周末剧《玉琳成长日记2》以電視劇演員身份出道；5月，客串KBS月火剧《爱情中毒》；9月，与朴喜本担任SBS电台节目《Young Street》電台DJ；10月，出演MBC日日剧《彩虹罗曼史》。同年11月6日，以演唱組合Super Junior成員正式出道，12月5日，組合發行首張專輯《Super Junior05》，收录希澈参与作词的歌曲《Believe》。
組合出道初期，除有演戲經歷成員外，SUPER JUNIOR的其他成員知名度不高，希澈當時積極參與拍攝綜藝節目，令SUPER JUNIOR得到更多關注並逐漸為人熟悉，與強仁兩人一起為隊內及大眾公認對組合認知度上升做出了最多貢獻的成員。

### 2006－2011年：Super Junior活躍
2006年3月，出演SBS水木剧《不良家族》，剧中饰演服饰不良哥哥“孔敏”；8月，因發生車禍嚴重受傷暫停參與演藝活動；11月，藉MKMF盛典中正式回歸舞台。
2007年2月，希澈加入Super Junior子组合Super Junior-T；4月，与张根硕担任SBS《人气歌谣》主持人；6月，出演SBS周末剧《黄金新娘》，在剧中饰演小儿子“金英秀”；7月26日，Super Junior主演的电影《花美男连锁恐怖事件》在韩国上映，希澈饰演舞蹈组合队长；於年末Mnet 20's Choice Awards頒獎典禮上，獲得「藍地毯最佳打扮獎」及「花美男獎」兩個獎項，為韓國第一個獲得花美男獎的藝人。
2008年1月，希澈在SBS綜藝節目《對決8對1》初次擔任綜藝節目固定主持人；8月，出演音乐剧《仙那度》，飾演主角Sony；並於2008年至2011年连续4年担任韩国官方演唱会《Dream Concert》主持人。
2009年3月，因組合Super Junior正規三輯《Sorry, Sorry》大賣，國際上人氣高漲；8月，出演SBS周末剧《爱你千万次》，並於2009、2010及2013年担任SBS《歌谣大战》主持人。
2010年3月起，担任SBS电台节目《Young Street》DJ；5月，擔任SBS綜藝節目《家族的誕生》第二季的固定MC；9月，客串SBS月火剧《我是传说》，剧中饰演电台DJ；12月，擔任MBC綜藝節目《黃金漁場 Radio Star》固定MC，憑藉他在節目中出色的主持表現獲得MBC演藝大獎Variety部門男子新人獎。
2011年3月，金希澈首次出演中国电视剧《青春旋律》，剧中饰演韩国留学生“申泰一”；6月，與TRAX成員金政模組成M&D的限定組合。2011年9月1日，以公益勤務要員的身份入伍，履行國防義務。

### 2013－2015年：節目主持活動
希澈於2013年8月30日退伍。退伍後加入Super Show 5後續場次及Super Junior第五張日文單曲〈Blue World〉製作，宣告復出。
2013年9月，作為退伍後首個綜藝節目，加盟JTBC谈话综艺《舌战》；10月，客串SBS水木剧《继承者们》，飾演與角色李寶娜有很好交情的藝人金希澈。
2014年1月，參加韓國實境節目《我們結婚了 世界版》並與臺灣女演員兼歌手郭雪芙展開假想婚姻生活。5月，主演侦探喜剧《花样爷爷搜查队》；7月，因避談同公司後輩事件，退出JTBC谈话综艺《舌战》；9月26日，担任MBC综艺节目《说出你的愿望》固定主持人。
2015年，金希澈被委任為韓國江原道橫城郡宣傳大使。1月，担任中国真人秀综艺《一路上有你》第一季主持人，並攜手全炫茂等人担任tvN美食综艺《周三美食汇》主持人。4月，与具荷拉、尹宝拉及Hani搭档主持KBS时尚节目《A Style For You》；同月，M&D发行迷你一辑《家内手工业》，希澈全程参与歌词、MV制作、封面拍摄等专辑制作过程。9月，Super Junior发行十周年纪念专辑《Devil》及后续專輯《Magic》，當中收录了希澈参与作词的歌曲《You Got It》及《Sarang♥》。12月，担任JTBC真人秀《认识的哥哥》固定主持人之一。

### 2016－2018年：《認識的哥哥》、綜藝大勢
2016年1月，担任韩国JTBC推理综艺《CODE - 秘密的房間》固定嘉宾；3月，擔任綜藝節目《一路上有你》第二季主持人，他所出演的JTBC綜藝《認識的哥哥》因收視率低而進行改版，節目逐漸收穫關注；3月至10月，因原主持鄭亨敦因恐慌症暫時中斷演藝活動，与HaNi担任综艺节目《一周的偶像》代班主持人；6月，搭档李菲儿参加中國明星恋爱真人秀节目《如果爱第三季》；7月，在上海举办首次个人见面会，擔任MC的JTBC綜藝《認識的哥哥》收視率突破3%，成為「大勢綜藝」，金希澈在節目中「瘋子」的形象開始廣為人知，廣告、綜藝邀約亦隨之接踵而來；11月，参加首届SM超级明星联赛；同月19日，与閔庚勳合作的单曲《蝴蝶睡姿》公开音源，歌曲公開後登上各大音源榜一位，在音樂及藝能各方面皆取得亮眼成績。
2017年1月，金希澈被委任為Comic Con Seoul宣傳大使，並擔任第26屆《首爾歌謠大賞》主持人之一。4月，；5月，担任tvN综艺《人生酒馆》第二季固定主持人之一；7月，擔任《偶像學校》班主任，作為偶像學校學生的學習夥伴。10月，担任JTBC综艺《理论上的完美男人》主持人；同月，加入電視節目《我女兒的男人們：爸爸正在看》第二季，成為固定MC之一。11月，Super Junior时隔2年2个月回归歌坛，希澈参与正規八辑《Play》的制作过程，為收录曲《Spin Up!》、《I do》及《Lo Siento》作词；12月，憑《蝴蝶睡姿》一曲獲得第9屆《Melon Music Awards》搖滾獎，是Super Junior團體以外金希澈第一個音樂獎項。
2018年1月，担任第27届《首尔歌谣大赏》主持人之一，並参与Super Junior真人秀節目《SUPER TV》；2月17日，公开与閔庚勳合作的第二首单曲《後遺症》音源，取得不錯的成績；3月，擔任KBS綜藝《1%的友情》主持人；7月，參與TV朝鮮旅遊節目《窮遊去哪裏》；11月，担任MBC遊戲節目《Begin a Game》固定主持人之一；11月17日開啟個人頻道「HEEtube」；12月，憑《後遺症》一曲獲得第10屆《Melon Music Awards》搖滾獎，連續蟬聯兩屆搖滾獎。

### 2019年－至今：第二次全盛期
2019年4月24日，初次正式發行SOLO數位單曲《Old Movie》，但不進行任何音樂節目活動；8月起成為SBS真人秀節目《我家的熊孩子》固定成員之一；12月，擔任SBS綜藝《美味的廣場》主持人之一。同年憑節目《我家的熊孩子》及《美味的廣場》獲得SBS演藝大賞的真人秀部門優秀獎。
2020年10月，與閔庚勳以「宇宙嘻哈鬼」名義出演《認識的哥哥》放學活動企劃；12月20日，公開合作嘻哈企劃單曲《閑良》音源。此年再次憑節目《我家的熊孩子》及《美味的廣場》獲得SBS演藝大賞的真人秀部門最優秀獎，距離綜藝界最高榮譽－大賞只有一步之遙。
2021年4月，金希澈被委任為韓國江原道原州市宣傳大使；12月，憑節目《我家的熊孩子》與共同演出的成員一同獲得SBS演藝大賞的大賞。

## 個人生活

### 車禍後休息與回歸
2006年8月10日凌晨，金希澈去木浦參加成員東海父親的葬禮後，因電視劇拍攝行程返回首爾時在忠清道遭遇了車禍。他乘坐的車在試圖轉彎時，輪胎失控。由於這次交通事故，他全身12處負傷，左側腳踝、大腿骨、髂骨骨折，膝蓋嚴重受傷，左腳幾乎全斷；為保持清醒，緊緊咬住舌頭，致使舌神經撕裂，一周無法說話。手術後腿部植入了七支鋼釘，舌神經受損。為考慮演藝事業被建議三個月之內停止一切活動，恢復期間如果劇烈運動仍會有骨折危險，且應住院八週以上，但他住院35天後在9月份就出院了。腿內的鋼釘也因過度彩排舞蹈而彎曲，直至兩年後2008年6月才接受手術將大腿中的鋼釘取出。他在2006年9月份出院，並於同年11月25日在MKMF盛典中回歸。
2016年11月，金希澈出演tvN節目《TAXI》時首揭車禍的後遺症，透露自己仍無法忘記10年前的車禍，醫生也曾在2015年向他建議「最好先別跳舞，再跳下去有可能明年就跳不了了。」。2017年，希澈透露左腳依然接受長期物理治療，擔心未能負荷隊中完整的宣傳期而不想成為領舞，現場表演也只在歌曲後半部出現，有時候在音樂錄影帶也是如此。車禍後，他也選擇放棄開車。2019年再次提及此事，他也透露他也因不能跳高，而沒有以個人搖滾歌手再出道，以完成初為練習生的夢想，唯一感到欣慰的是，他因此成為人氣主持和綜藝藝人。2020年9月，Channel A節目《聽到傳聞show》提及事件，並透露金希澈在車禍後得到了肢體殘疾4級判定，主持人指出成員利特曾透露：「當時如果金希澈沒有繫安全帶，很有可能會死掉」，再證車禍的嚴重程度。
另外在2017年4月27日，金希澈前往錄製綜藝節目《認識的哥哥》途中，遭到5車連環追撞事故，所幸經紀人反應迅速才沒有受傷。SM娛樂表示希澈為不耽誤工作進度，已和造型師先前往攝影棚錄影，並會在工作後到醫院檢查，錄影結束後到醫院檢查亦確認無恙。

### 於Twitter的活躍性
金希澈在2010年的Twitter Trend分析中人物部門中獲得全球第九位，與Justin Bieber，Lady Gaga等世界級明星齊名，亦是少數取得Twitter官方認證的韓國藝人。Twitter創始人埃文.威廉姆斯在2011年到訪韓記者見面會上提及金希澈，並認証他為使用韓國Twitter最活躍的藝人。金希澈的追隨者將10月10日選定為「金希澈之日」，並通過Twitter廣泛傳播。
2012年7月10日，當時正在服役的希澈於生日當天，於Twitter表示難忍部分粉絲不斷貼身跟蹤他，經常在其寓所及服役的市政府等他；且自2006年的交通意外後，仍然有車禍後遺症，很怕每次為逃離粉絲的跟蹤而賭命般開車離開，其後將帳號關閉。希澈於2013年10月26日重開新Twitter帳號，但已刪除。截至2019年，他已停用Twitter，改用 Instagram、YouTube和Twitch。

### 入伍服役
根據經紀公司SM Entertainment表示，希澈於2011年9月1日前往忠南論山市陸軍訓練基地入伍，先接受為期4週的基礎軍事訓練，之後再以公益勤務要員的身分在部隊服役23個月，屬於公益兵，服役期共2年。因為他在2006年曾經發生車禍後，左腿部共植入8公分的鋼釘，無法服行普通兵役。同時暫停一切正進行的演藝工作，於2013年8月30日退伍。入伍前最後一次公開演出為2011年8月28日的人氣歌謠。

### 領養動物
金希澈喜愛寵物，現養有一貓一狗，貓為俄羅斯藍貓希範，是粉絲在2006年車禍復健期間送給希澈的禮物；狗為傑克羅素㹴起伏，經常出現在節目中。
希澈在2019年曾養過一隻名為Zurr的柴犬，但由於房子空間不足無法供運動需求量大的柴犬奔跑，不得已地只能將狗隻寄養到有庭院的朋友家中。
另外，希澈曾在2018年底撿到一隻流浪的邊境牧羊犬，替牠取名為Nasus，短暫照顧後Nasus順利被他人領養。可是在2019年5月發現Nasus被新主人虐待，導致下半身癱瘓而將面臨人道毀滅，希澈與主人溝通希望將狗帶回照顧，並支付狗主照顧狗的所有費用，但溝通失敗，直播中希澈怪自己「都是我的錯，是我不該送走」。不過事後他接到私訊，Nasus主人聯絡他，並公開對話內容，主人表示「我有好好負起責任，現在牠正在住院中，預計明天出院」，疑似是被中間傳話的人誤導資訊，Nasus後於2019年底因病去世。
在2019年10月，同公司的同事雪莉去世後，希澈暫時照顧了她的斯芬克斯貓，但因他同時拍攝《我家的熊孩子》，他基於隱私理由，跟製作組請求延遲公開此事。直到12月30日，節目相關集數播出後，才於Youtube Live承認此事。2020年3月，雪莉生前摯友金宣雅在IG上傳與貓的合照並表示，起初她因情緒問題而沒自信照顧好貓咪，因此先行拜託希澈幫忙照顧，希澈也馬上答應並帶貓咪進行了健康檢查，形容金希澈「真的是一個很帥氣的人」，而發文當時她已正式領養貓咪。

### 戀情
從出道起，金希澈圈內女性好友眾多，故常被誤會為同性戀人士。2019年8月，被爆出與韓國女團TWICE日本籍成員Momo秘戀2年，但當時雙方都否認戀情。
2020年1月2日，韓國媒體再次爆出希澈與Momo的戀情，隨後希澈所屬的公司Label SJ表示：「兩人平常是親密的演藝圈前後輩關係，在最近互相產生好感。」，承認戀情。
2021年7月8日，在希澈與MOMO公開戀情1年7個月後宣布分手，兩人因各自的工作而繁忙，在關係疏遠後，兩人整理了戀愛關係，回到了同事前後輩的關係。金希澈所屬公司LABEL SJ和Momo所屬公司JYP娛樂表示：「和本人確認後，證實分手了，不過詳細內容暫時無法多做回應。」

## 音樂作品

### 數位單曲
| #   | 歌曲資料                                                                                             | 曲目                                    |
| 1st | 首張單曲《以前的人》（옛날 사람） - 發行日期：2019年4月24日 - 作曲：東海 - 作詞：希澈 - MV由神童執導 | 曲目 1. 以前的人（옛날 사람/Old Movie） |

### 原聲帶
| 發布日期       | 作品名稱          | 歌曲名稱        | 合作藝人               |
| 2008年10月15日 | 音樂劇《仙那度》  | Don't walk away | 김성기、洪智敏、양꽃님 |
| 2009年10月30日 | SBS《愛你千萬次》 | 初星（초별）    | 不適用                 |

### 合作歌曲
金希澈&金政模

宇宙膽小鬼

「宇宙膽小鬼」由希澈和閔庚勳（Buzz）組成，名字取自希澈的綽號「宇宙大明星」與Buzz成名曲「膽小鬼」。
| 發布日期       | 歌曲名稱           | 備註                                               |
| 2016年11月19日 | 蝴蝶睡姿（나비잠） | 《認識的哥哥》第51集，SM STATION S1 第41首數位單曲 |
| 2018年2月17日  | 後遺症（후유증）   | 《認識的哥哥》第114、115集，MV由神童執導           |

宇宙嘻哈鬼

「宇宙嘻哈鬼」由希澈和閔庚勳（Buzz）組成，出自《認識的哥哥》放學活動〈宇宙嘻哈鬼〉企劃。
| 發布日期       | 歌曲名稱                 | 備註                                                                     |
| 2020年12月20日 | 閑良（한량）（ft. BIBI） | 《認識的哥哥》放學活動〈宇宙嘻哈鬼〉企劃歌曲，由DinDin製作，MV由神童執導 |

宇宙小不點

「宇宙小不點」由希澈和李壽根組成，名字取自希澈的綽號「宇宙大明星」與李壽根常被提及的「矮個子」。
| 發布日期       | 歌曲名稱                  | 備註                                                     |
| 2019年12月15日 | White Winter（하얀 겨울） | STATION X 4 LOVEs for Winter 第3首數位單曲，MV由神童執導 |

其他
| 發布日期       | 歌曲名稱                              | 合作藝人         | 備註                                         |
| 2006年3月28日  | 家族（가족）                          | 高賢旭           | SBS《不良家族》原聲帶                        |
| 2010年11月30日 | King Wang Zzang                       | Defconn          |                                              |
| 2011年9月26日  | 離別真的如我（이별 참 나답다）        | 金章勳           |                                              |
| 2016年12月24日 | Melody                                | EVE              |                                              |
| 2017年12月8日  | Charm of Life（짬에서 나오는 바이브） | 神童、銀赫、頌樂 | SM Station S2 第36首數位單曲，MV由神童執導   |
| 2021年5月8日   | SsakSsakYi（싹싹이）                  | 認識的哥哥       | 《認識的哥哥》兒歌項目企劃歌曲，MV由神童執導 |

### 音樂創作
- 於韓國音樂著作權協會之登記名稱有 희님、김희철 或 우주대스타，登記編號：W1054900 （页面存档备份，存于）

| 年份   | 發布日期 | 演唱者                     | 歌曲                          | 詞 | 專輯                                               |
| 2005年 | 12月5日  | Super Junior               | 《Believe》                   |    | 《Super Junior05》                                 |
| 2005年 | 12月5日  | Super Junior               | 《Over》                      |    | 《Super Junior05》                                 |
| 2005年 | 12月15日 | Super Junior、東方神起     | 《Show Me Your Love》         |    | 數位單曲                                           |
| 2009年 | 12月10日 | 金希澈                     | 《魂》                        |    | 《The 2nd Asia Tour Concert Album 'Super Show 2'》 |
| 2010年 | 11月30日 | Defconn(Feat. 金希澈)      | 《King Wang Zzang》           |    | 數位單曲                                           |
| 2011年 | 6月22日  | M&D                        | 《Close Ur Mouth》            |    | 數位單曲                                           |
| 2011年 | 9月19日  | Super Junior、f(x)         | 《Oops!!》                    |    | 《A-CHA》                                          |
| 2011年 | 10月13日 | Orange Caramel             | 《上海之戀》                  |    | 數位單曲                                           |
| 2011年 | 10月24日 | 金希澈、Krystal            | 《偶像分手的方法》            |    | 《The 3rd Asia Tour Concert Album 'Super Show 3'》 |
| 2015年 | 4月20日  | M&D                        | 《M&D (Midnight&Dawn)》       |    | 《家內手工業》                                     |
| 2015年 | 4月20日  | M&D                        | 《I Wish》                    |    | 《家內手工業》                                     |
| 2015年 | 4月20日  | M&D                        | 《Moon Crystal》              |    | 《家內手工業》                                     |
| 2015年 | 4月20日  | M&D                        | 《Silhouette》                |    | 《家內手工業》                                     |
| 2015年 | 9月16日  | Super Junior               | 《You Got It》                |    | 《Magic》                                          |
| 2015年 | 9月16日  | Super Junior               | 《Sarang♥》                   |    | 《Magic》                                          |
| 2016年 | 4月15日  | 金希澈&金政模、輝人        | 《Narcissus》                 |    | 《Goody Bag》                                      |
| 2016年 | 7月12日  | 金希澈&金政模              | 《No DAP》                    |    | 《Goody Bag》                                      |
| 2016年 | 7月12日  | 金希澈&金政模              | 《蔚山岩》                    |    | 《Goody Bag》                                      |
| 2016年 | 7月12日  | 金希澈&金政模              | 《Banana Shake》              |    | 《Goody Bag》                                      |
| 2016年 | 7月12日  | 金希澈&金政模              | 《Essay》                     |    | 《Goody Bag》                                      |
| 2016年 | 11月20日 | 金希澈、閔庚勳             | 《蝴蝶睡姿》                  |    | 數位單曲                                           |
| 2017年 | 11月6日  | Super Junior               | 《I do》                      |    | 《Play》                                           |
| 2017年 | 11月6日  | Super Junior               | 《Spin Up!》                  |    | 《Play》                                           |
| 2017年 | 12月8日  | 金希澈、神童、銀赫、頌樂   | 《Charm of Life》             |    | 數位單曲                                           |
| 2018年 | 4月12日  | Super Junior、Leslie Grace | 《Lo Siento》                 |    | 《Replay》                                         |
| 2019年 | 4月24日  | 金希澈                     | 《以前的人》                  |    | 數位單曲                                           |
| 2019年 | 10月14日 | Super Junior               | 《Game》                      |    | 《Time Slip》                                      |
| 2020年 | 12月20日 | 金希澈、閔庚勳、BIBI       | 《閑良》                      |    | 數位單曲                                           |
| 2021年 | 3月17日  | 金希澈、閔庚勳             | 《SAMSUNG GRANDE AI(VER.01)》 |    | SAMSUNG洗衣機廣告歌                                |

## 媒体作品
历年参与的电影、电视剧、MV、综艺节目、电台、音乐舞台等参见。

## 獎項

### 大型頒獎禮獎項
| 年份 | 獎項                               | 類別                                                | 作品                           | 結果 |
| 2007 | Mnet 20's Choice Awards            | 藍地毯最佳打扮獎、花美男獎                          | 不適用                         | 獲獎 |
| 2010 | GoKpop Music Awards                | Best use of social media《Facebook, Twitter, etc.》 | 不適用                         | 獲獎 |
| 2010 | AllKPop Awards                     | 最佳社群網絡名人獎                                  | 不適用                         | 獲獎 |
| 2011 | MBC演藝大獎                        | Variety部門 男子新人獎                              | 《黃金漁場 Radio Star》        | 獲獎 |
| 2013 | 首爾城東區政府                     | 表彰獎                                              | 不適用                         | 獲獎 |
| 2015 | 時尚COSMO美麗盛典                  | 年度美麗偶像大獎                                    | 不適用                         | 獲獎 |
| 2017 | Melon Music Awards                 | 搖滾獎                                              | 《蝴蝶睡姿》（與閔庚勳）       | 獲獎 |
| 2018 | Melon Music Awards                 | 搖滾獎                                              | 《後遺症》（與閔庚勳）         | 獲獎 |
| 2019 | 大韓民國國稅廳（第53屆納稅者之日） | 模範納稅人                                          | 不適用                         | 獲獎 |
| 2019 | 時尚COSMO美麗盛典                  | "傳承•夢想"年度人物                                 | 不適用                         | 獲獎 |
| 2019 | SBS演藝大賞                        | 真人秀部門 優秀獎                                   | 《我家的熊孩子》《美味的廣場》 | 獲獎 |
| 2020 | 品牌顧客忠誠度大獎                 | 男子綜藝豆獎                                        | 不適用                         | 獲獎 |
| 2020 | 第56屆百想藝術大獎                 | 電視部門 男子綜藝獎                                 | 《認識的哥哥》                 | 提名 |
| 2020 | 第56屆百想藝術大獎                 | 男子人氣賞                                          | 《認識的哥哥》                 | 提名 |
| 2020 | SBS演藝大賞                        | 真人秀部門 最優秀獎                                 | 《美味的廣場》《我家的熊孩子》 | 獲獎 |
| 2021 | SBS演藝大賞                        | 大賞（我家的熊孩子團體共同獲獎）                    | 《我家的熊孩子》               | 獲獎 |

#### 主要音樂節目榜單排名
| 主打歌曲排名成績 | 主打歌曲排名成績                      | 主打歌曲排名成績                | 主打歌曲排名成績    | 主打歌曲排名成績       | 主打歌曲排名成績 | 主打歌曲排名成績            | 主打歌曲排名成績     | 主打歌曲排名成績 |
| 專輯 | 歌曲                                  | Mnet 《M! Countdown》           | KBS2 《Music Bank》 | MBC 《Show! 音樂中心》 | SBS 《人氣歌謠》 | MBC Music 《Show Champion》 | SBS MTV 《THE SHOW》 | 備註             |
| 2016年 | 2016年                                | 2016年                          | 2016年              | 2016年                 | 2016年           | 2016年                      | 2016年               | 2016年           |
| --- | ------------------------------------- | ------------------------------- | ------------------- | ---------------------- | ---------------- | --------------------------- | -------------------- | ---------------- |
| 蝴蝶睡姿（Sweet Dream) | 蝴蝶睡姿（Sweet Dream With 閔庚勳     | /                               | 4                   |                        | 2                | 5                           | /                    |                  |
| \| - 「/」：沒有相關資料 - 「(1)」：兩星期冠軍 - 「[1]」：三星期冠軍 \| - 「{1}」：四星期冠軍 - 「*」：打榜中 \| - 「 」：該段時期未有設立排行榜 \| |                                       |                                 |                     |                        |                  |                             |                      |                  |
| - 「/」：沒有相關資料 - 「(1)」：兩星期冠軍 - 「[1]」：三星期冠軍                                                                                   | - 「{1}」：四星期冠軍 - 「*」：打榜中 | - 「 」：該段時期未有設立排行榜 |                     |                        |                  |                             |                      |                  |

| 各台冠軍歌曲統計 | 各台冠軍歌曲統計 | 各台冠軍歌曲統計 | 各台冠軍歌曲統計 | 各台冠軍歌曲統計 | 各台冠軍歌曲統計 |
| Mnet             | KBS              | MBC              | SBS              | MBC Music        | SBS MTV          |
| ---------------- | ---------------- | ---------------- | ---------------- | ---------------- | ---------------- |
| 0                | 0                | 0                | 0                | 0                | 0                |
| 冠軍歌曲總數：0  |                  |                  |                  |                  |                  |

## 其他

### 出版作品
- 2017年1月7日 《「MY RAMEN-FUL LIFE」～今日、ラーメン食べに行こう！　北海道編～》

## 外部連結
- 希澈的Youtube頻道 （页面存档备份，存于）
- 希澈新Youtube頻道
- 金希澈的Instagram帳戶
- 希澈 （页面存档备份，存于）的twitch
- 金希澈的新浪微博
- 金希澈的Facebook專頁
- 金希澈的X（前Twitter）
- Super Junior – 韓國官方網站 (S.M. Entertainment)